# Actún Kan
Az Actún Kan vagy Actún Can egy guatemalai cseppkőbarlangrendszer. A kedvelt turisztikai célpont a Petén megyei Flores városának szigetétől délre, Santa Elena de la Cruz mellett található. Neve a maja nyelvből származik, jelentése: a kígyó sziklája vagy barlangja.
A helyi hagyomány szerint a barlang egykor a maják szent helyének számított, és azt is állítják, a régi maja kereskedők a barlangokon keresztülmenve rövidítették le hegyekbe vezető útjukat. Az újkor emberei (valószínűleg vadászok) 1920 és 1927 között fedezték fel a barlangot, ezután a hagyományok új formában támadtak fel: néhány maja származású pap időnként szertartásokat (többek között esküvőket) tart a barlangban, és a jó termésért is itt imádkoznak.
A turisták számára egy könnyen bejárható, kivilágított útvonalat is kialakítottak a barlangban, körülbelül egy kilométer hosszúságban. Több mint 50 látványos cseppkőképződmény tekinthető meg itt, amelyeknek változatos fantázianeveket is adtak, például „Az elefánt lába”, „A barlang szűze”, „Az eső istene” vagy „A gondolkodó”.

## Képek

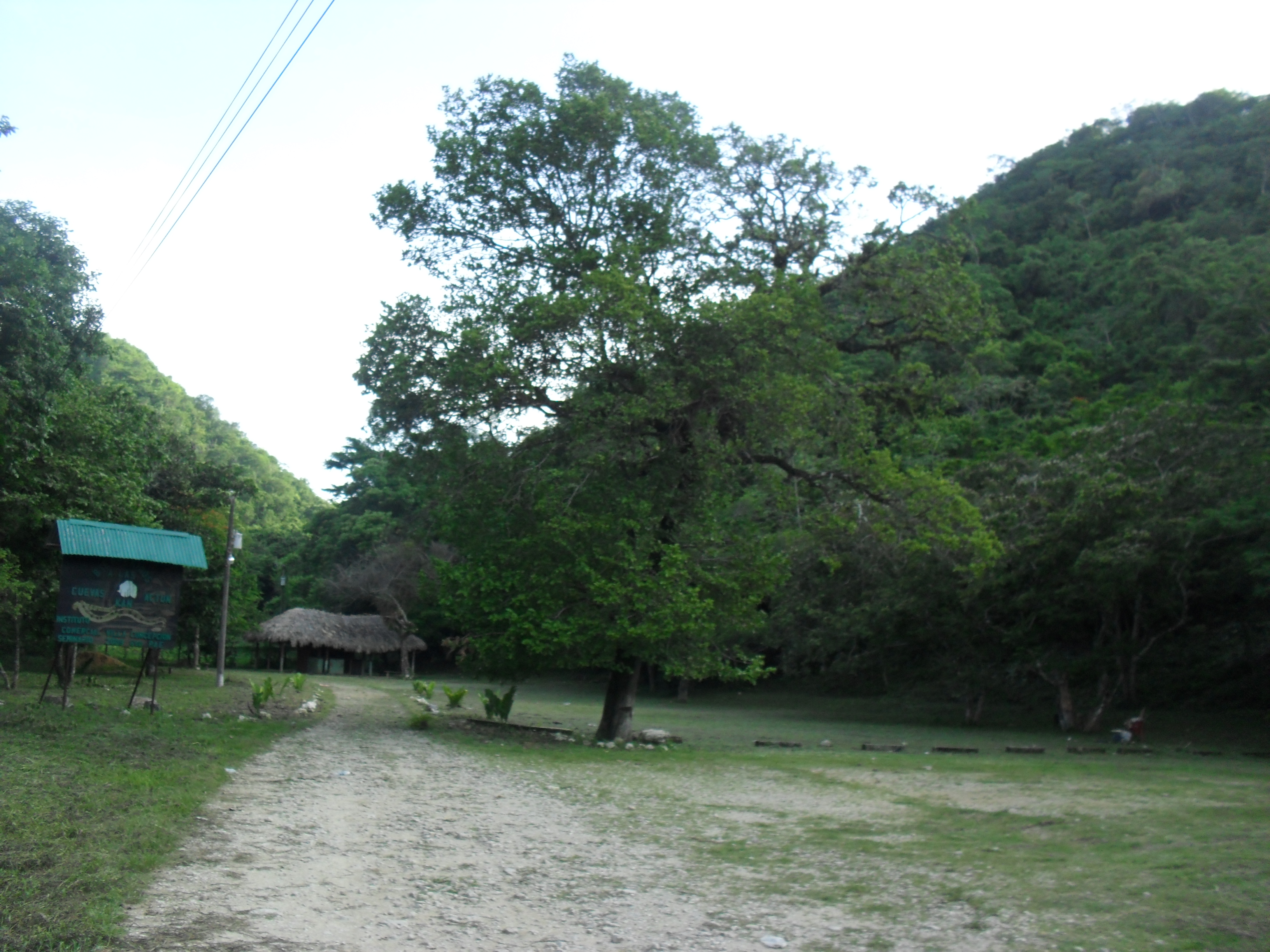
Bejárat a barlanghoz
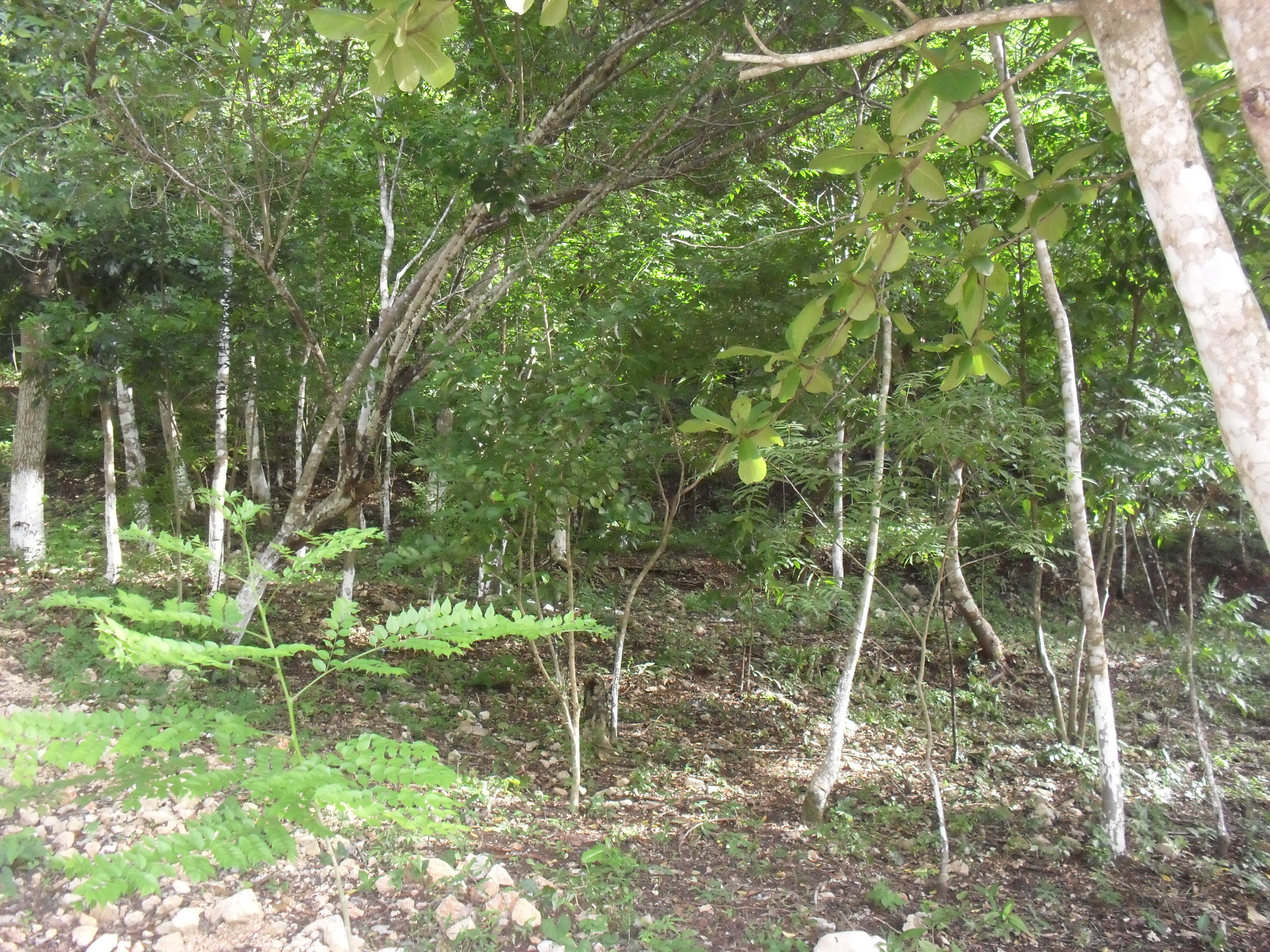
Növényzet a barlangok közelében
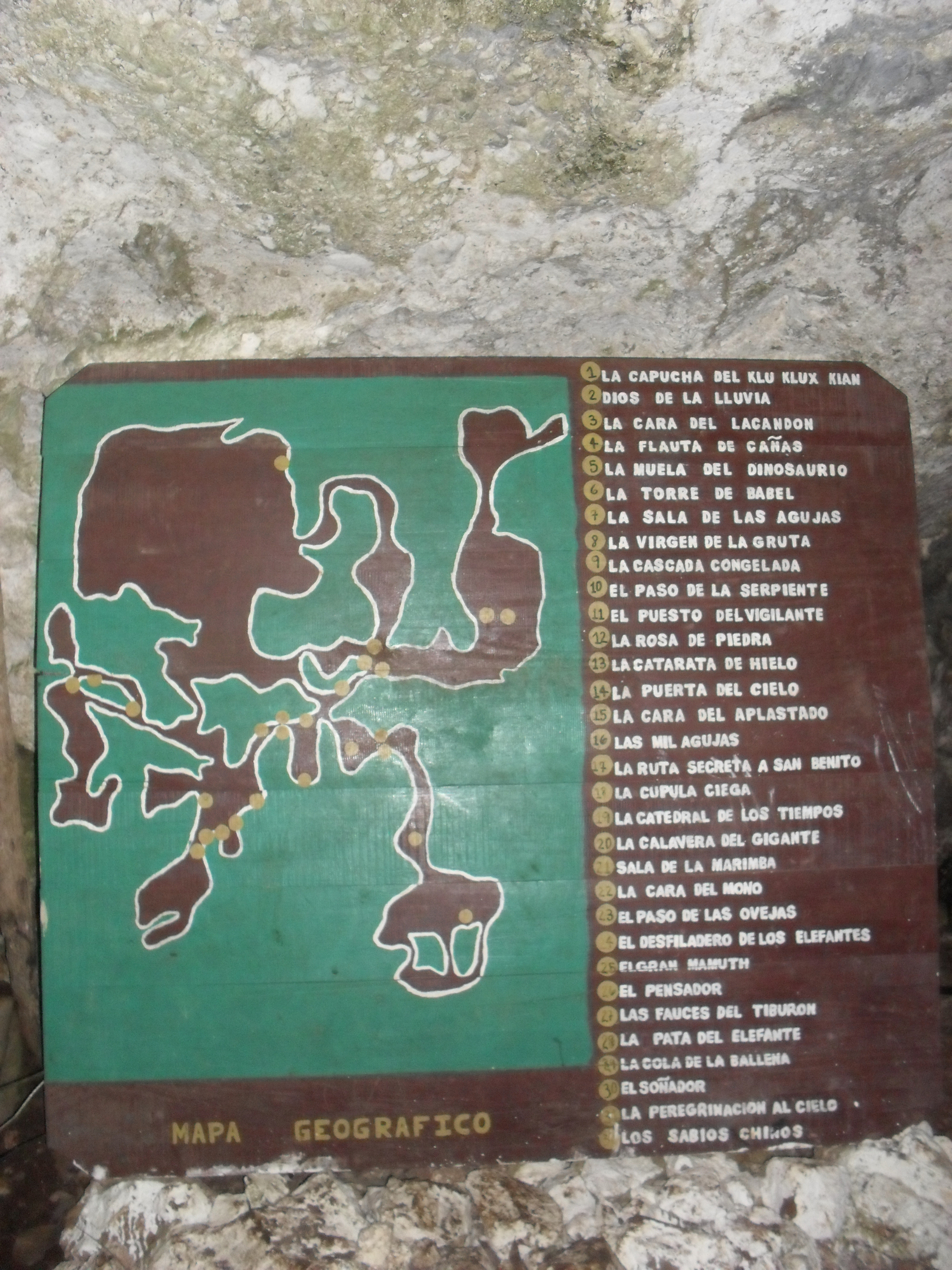
A barlangrendszer térképe